# Serbia en la Copa Mundial de Fútbol de 2010
La Selección de Serbia fue uno de los 32 países participantes en la fase final de la Copa Mundial de Fútbol de 2010, disputada en Sudáfrica.
Serbia llegó al Mundial después de haber obtenido el primer puesto en el Grupo 7 de la clasificación europea, en que también consiguió su clasificación Francia, como segunda clasificada.
El seleccionador de Serbia durante la clasificación, y que también dirigió al equipo durante la fase final fue Radomir Antić.

## Clasificación
Después de la disputa del Grupo 7, Serbia finalizó como campeón del mismo, al conseguir 22 puntos por 21 de Francia.
| Equipo      | Pts | PJ | PG | PE | PP | GF | GC | Dif |
| ----------- | --- | -- | -- | -- | -- | -- | -- | --- |
| Serbia      | 22  | 10 | 7  | 1  | 2  | 22 | 8  | 14  |
| Francia     | 21  | 10 | 6  | 3  | 1  | 18 | 9  | 9   |
| Austria     | 14  | 10 | 4  | 2  | 4  | 14 | 15 | -1  |
| Lituania    | 12  | 10 | 4  | 0  | 6  | 10 | 11 | -1  |
| Rumania     | 12  | 10 | 3  | 3  | 4  | 12 | 18 | -6  |
| Islas Feroe | 4   | 10 | 1  | 1  | 8  | 5  | 20 | -15 |

| Fecha                    | Lugar       |             |                        | Resultado                                                           |                        |             |
| ------------------------ | ----------- | ----------- | ---------------------- | ------------------------------------------------------------------- | ---------------------- | ----------- |
| 6 de septiembre de 2008  | Belgrado    | Serbia      | Bandera de Serbia      | 2:0 (1:0) Archivado el 1 de mayo de 2009 en Wayback Machine.        | Bandera de Islas Feroe | Islas Feroe |
| 10 de septiembre de 2008 | Saint-Denis | Francia     | Bandera de Francia     | 2:1 (0:0) Archivado el 27 de mayo de 2010 en Wayback Machine.       | Bandera de Serbia      | Serbia      |
| 11 de octubre de 2008    | Belgrado    | Serbia      | Bandera de Serbia      | 3:0 (2:0) Archivado el 1 de mayo de 2009 en Wayback Machine.        | Bandera de Lituania    | Lituania    |
| 15 de octubre de 2008    | Viena       | Austria     | Bandera de Austria     | 1:3 (0:3) Archivado el 2 de febrero de 2009 en Wayback Machine.     | Bandera de Serbia      | Serbia      |
| 28 de marzo de 2009      | Constanza   | Rumania     | Bandera de Rumania     | 2:3 (0:2) Archivado el 30 de marzo de 2009 en Wayback Machine.      | Bandera de Serbia      | Serbia      |
| 6 de junio de 2009       | Belgrado    | Serbia      | Bandera de Serbia      | 1:0 (1:0) Archivado el 11 de junio de 2009 en Wayback Machine.      | Bandera de Austria     | Austria     |
| 10 de junio de 2009      | Tórshavn    | Islas Feroe | Bandera de Islas Feroe | 0:2 (0:1) Archivado el 14 de junio de 2009 en Wayback Machine.      | Bandera de Serbia      | Serbia      |
| 9 de septiembre de 2009  | Belgrado    | Serbia      | Bandera de Serbia      | 1:1 (1:1) Archivado el 11 de septiembre de 2009 en Wayback Machine. | Bandera de Francia     | Francia     |
| 10 de octubre de 2009    | Belgrado    | Serbia      | Bandera de Serbia      | 5:0 (1:0) Archivado el 13 de octubre de 2009 en Wayback Machine.    | Bandera de Rumania     | Rumania     |
| 14 de octubre de 2009    | Marijampolė | Lituania    | Bandera de Lituania    | 2:1 (1:0) Archivado el 17 de octubre de 2009 en Wayback Machine.    | Bandera de Serbia      | Serbia      |

Goleadores
El máximo goleador de la selección serbia durante la fase de clasificación fue el delantero Milan Jovanović, que marcó 6 goles.

## Jugadores
| #     | Nombre             | Posición       | Edad | PJ Sel | Club                    |
| ----- | ------------------ | -------------- | ---- | ------ | ----------------------- |
| 1     | Vladimir Stojković | Portero        | 26   | 30     | Wigan Athletic          |
| 2     | Antonio Rukavina   | Defensa        | 26   | 19     | 1860 Múnich             |
| 3     | Aleksandar Kolarov | Defensa        | 24   | 10     | Lazio                   |
| 4     | Gojko Kačar        | Centrocampista | 23   | 15     | Hertha Berlín           |
| 5     | Nemanja Vidić      | Defensa        | 28   | 44     | Manchester United       |
| 6     | Branislav Ivanović | Defensa        | 26   | 29     | Chelsea                 |
| 7     | Zoran Tošić        | Centrocampista | 23   | 18     | Manchester United       |
| 8     | Danko Lazović      | Delantero      | 27   | 34     | Zenit San Petersburgo   |
| 9     | Marko Pantelić     | Delantero      | 31   | 29     | Ajax de Ámsterdam       |
| 10    | Dejan Stanković    | Centrocampista | 31   | 86     | Inter de Milán          |
| 11    | Nenad Milijaš      | Centrocampista | 27   | 15     | Wolverhampton Wanderers |
| 12    | Bojan Isailović    | Portero        | 30   | 3      | Zagłębie Lubin          |
| 13    | Aleksandar Luković | Defensa        | 27   | 19     | Udinese                 |
| 14    | Milan Jovanović    | Centrocampista | 29   | 24     | Standard de Lieja       |
| 15    | Nikola Žigić       | Delantero      | 29   | 42     | Valencia                |
| 16    | Ivan Obradović     | Defensa        | 21   | 10     | Real Zaragoza           |
| 17    | Miloš Krasić       | Centrocampista | 25   | 29     | CSKA Moscú              |
| 18    | Miloš Ninković     | Centrocampista | 25   | 7      | Dinamo Kiev             |
| 19    | Radosav Petrović   | Centrocampista | 21   | 6      | Partizan Belgrado       |
| 20    | Neven Subotić      | Defensa        | 21   | 10     | Borussia Dortmund       |
| 21    | Dragan Mrđa        | Delantero      | 26   | 3      | Vojvodina               |
| 22    | Zdravko Kuzmanović | Centrocampista | 22   | 25     | Stuttgart               |
| 23    | Anđelko Đuričić    | Portero        | 29   | 1      | União Leiria            |
| D. T. | Radomir Antić      |                |      |        |                         |

## Participación
En esta edición, la representación de Serbia compitió por primera vez en una Copa Mundial de la FIFA como país independiente, tras haberlo hecho anteriormente como Yugoslavia y como Serbia y Montenegro.

### Grupo D
| Equipo    | Pts | PJ | PG | PE | PP | GF | GC | Dif |
| --------- | --- | -- | -- | -- | -- | -- | -- | --- |
| Alemania  | 6   | 3  | 2  | 0  | 1  | 5  | 1  | 4   |
| Ghana     | 4   | 3  | 1  | 1  | 1  | 2  | 2  | 0   |
| Australia | 4   | 3  | 1  | 1  | 1  | 3  | 6  | -3  |
| Serbia    | 3   | 3  | 1  | 0  | 2  | 2  | 3  | -1  |

Fecha 1
| 13 de junio de 2010, 16:00 | Serbia | 0:1 (0:0) | Ghana           | Estadio Loftus Versfeld, Pretoria                                       |                                                                         |
|                            |        | Reporte   | Gyan 84' (pen.) | Asistencia: 34 283 espectadores Árbitro(s): Héctor Baldassi (Argentina) | Asistencia: 34 283 espectadores Árbitro(s): Héctor Baldassi (Argentina) |

Fecha 2
| 18 de junio de 2010, 13:30 | Alemania | 0:1 (0:1) | Serbia        | Estadio Nelson Mandela Bay, Port Elizabeth                            |                                                                       |
|                            |          | Reporte   | Jovanović 37' | Asistencia: 38 294 espectadores Árbitro(s): Undiano Mallenco (España) | Asistencia: 38 294 espectadores Árbitro(s): Undiano Mallenco (España) |

Fecha 3
| 23 de junio de 2010, 20:30 | Australia               | 2:1 (0:0) | Serbia       | Estadio Mbombela, Nelspruit                                           |                                                                       |
|                            | Cahill 68' · Holman 72' | Reporte   | Pantelić 83' | Asistencia: 37 836 espectadores Árbitro(s): Jorge Larrionda (Uruguay) | Asistencia: 37 836 espectadores Árbitro(s): Jorge Larrionda (Uruguay) |